# حديث متروك
الحديث المتروك هو الحديث الذي في إسناده راوٍ متهم بالكذب، وهو من أنواع الحديث الضعيف (المردود).

## أسباب الاتهام بالكذب
اتهام الراوي بالكذب يكون بأحد أمرين:
- ألا يُروى ذلك الحديث إلا من جهة هذا الرواي، ويكون مخالفا للقواعد المعلومة (ملاحظة 1)
- أن يُعرف هذا الراوي بالكذب في كلامه العادي، لكن لم يظهر منه الكذب في الحديث النبوي

ونص الأئمة على عدم الأخذ عن الذي يكذب في أحاديث الناس، إلا أنه لا يوجد في كتب الرجال منه إلا اليسير، لأن مؤلفي كتب الرجال اهتموا بذكر تراجم من له رواية، وأما الكذاب في كلام الناس وليس له رواية فلم يذكروه. وهنا الفرق بين الحديث المتروك والموضوع، فالحديث الموضوع شر الأحاديث لأن راويه يكذب على النبي ﷺ، أما الحديث المتروك فراويه يكذب في حديثه للناس فقط.
استخدم علماء الحديث المتقدمين لفظ «المتروك» في أثناء كلامهم على جرح الرواة وليس على أنواع الحديث؛ وأما العلماء المتأخرين فقد أدخلوا مصطلح «المتروك» ضمن مباحث أنواع الحديث ومصطلحاته، لكنهم لم يذكروا تعريفا جامعا له، فالتعريف المناسب للحديث المتروك هو: (الحديث الذي تفرد به راوٍ متروك).

## مثله
وقد قال النسائي والدارقطني عن عمرو بن شمر أنه متروك الحديث، وقال عنه ابن حبان أنه رافضي يشتم الصحابة، ويروي الموضوعات عن الثقات.